# Evalljapyx diversipleura
Evalljapyx diversipleura är en urinsektsart som beskrevs av Filippo Silvestri 1911. Evalljapyx diversipleura ingår i släktet Evalljapyx och familjen Japygidae. Inga underarter finns listade i Catalogue of Life.